# Oecobius isolatus
Oecobius isolatus är en spindelart som beskrevs av Chamberlin 1924. Oecobius isolatus ingår i släktet Oecobius och familjen Oecobiidae. Inga underarter finns listade i Catalogue of Life.